# Староверов, Павел Константинович
Павел Константинович Староверов — советский хозяйственный, государственный и политический деятель.

## Биография
Родился в 1884 году в селе Ноговицыно. Член ВКП(б).
С 1901 года — на хозяйственной, общественной и политической работе. В 1901—1957 гг. — студент Казанского учительского института, учитель в Курской губернии, учитель и заведующий Бесединской школой, преподаватель Курского педагогического техникума и директор опытно-показательной школы при нём, директор Курского областного института усовершенствования учителей.
Избирался депутатом Верховного Совета СССР 3-го созыва.
Умер в 1959 году.